# 2001 في الأرجنتين
فيما يلي قوائم الأحداث التي وقعت خلال عام 2001 في الأرجنتين.

## سياسة

### تعيين في المنصب
- 10 ديسمبر – إدواردو دوالده عضو مجلس الشيوخ الأرجنتيني.
- 10 ديسمبر – رامون بويرتا عضو مجلس الشيوخ الأرجنتيني،رئيس الأرجنتين.
- 10 ديسمبر – راؤول ألفونسين عضو مجلس الشيوخ الأرجنتيني،عضو مجلس الشيوخ الأرجنتيني.
- 10 ديسمبر – كريستينا فرنانديز دي كيرشنر عضو مجلس الشيوخ الأرجنتيني.
- 19 ديسمبر – كارلوس خواريز عضو مجلس الشيوخ الأرجنتيني.
- 23 ديسمبر – أدولفو رودريغيز سا رئيس الأرجنتين.
- 31 ديسمبر – ادواردو كامانو رئيس الأرجنتين.

### انتهاء فترة المنصب
- 10 ديسمبر – رامون بويرتا عضو مجلس النواب في الأرجنتين،رئيس الأرجنتين.
- 21 ديسمبر – فرناندو دي لاروا رئيس الأرجنتين.
- 30 ديسمبر – أدولفو رودريغيز سا رئيس الأرجنتين.

## رياضة
- 1 يناير – بطولة العالم للشباب لكرة القدم 2001

## برامج ومسلسلات وأنمي
- بنات الميتم

## وفيات

### يناير
- 29 يناير – بابلو غوميز (مواليد 1977) لاعب كرة قدم أرجنتيني.

### مارس
- 4 مارس – خيراردو باربيرو (مواليد 1961) لاعب شطرنج أرجنتيني.
- 10 مارس – خورخي ريكالدي (مواليد 1951)

### يونيو
- 22 يونيو – لويس كارنيلجيا (مواليد 1917) لاعب كرة قدم.

### أكتوبر
- 3 أكتوبر – غريغوريو بيرالتا (مواليد 1935) ملاكم أرجنتيني.

### نوفمبر
- 7 نوفمبر – ديليا جيرسيس (مواليد 1919) ممثلة أرجنتينية.
- 14 نوفمبر – خوان كارلوس لورنزو (مواليد 1922) لاعب كرة قدم أرجنتيني.